# Saint-Jacques-de-Thouars

Saint-Jacques-de-Thouars este o comună în departamentul Deux-Sèvres, Franța. În 2009 avea o populație de 462 de locuitori.